# Margareta Steinrücke
Margareta Steinrücke (* 1953) ist eine deutsche Soziologin und Autorin.

## Leben
Margareta Steinrücke absolvierte ein Studium der Soziologie, Psychologie, Pädagogik und Philosophie.
Sie hat als Autorin mehrere Bücher veröffentlicht.
Margareta Steinrücke ist zudem Referentin für Arbeitszeit-, Frauen- und Geschlechterpolitik bei der Arbeitnehmerkammer Bremen.
Des Weiteren fungiert sie neben der ehemaligen Bremer Senatorin für Soziales, Kinder, Jugend und Frauen, Andrea Frenzel-Heiduk, als Geschäftsführerin des Bremer Bündnisses für Familie und ist 2. Vorsitzende im Geschäftsführenden Vorstand des Bremer Frauenausschusses e.V.

## Schriften (Auswahl)
- Petra Frerichs, Martina Morschhäuser, Margareta Steinrücke. Unter Mitarbeit von Renate Schneider: Frauenarbeit, Rationalisierung und Interessenvertretung. Ergebnisse eines Workshops. Ministerium für Arbeit, Gesundheit und Soziales des Landes Nordrhein-Westfalen, Düsseldorf 1985, ISBN 3-89368-004-7.
- Margareta Steinrücke: Generationen im Betrieb. Fallstudien zur generationenspezifischen Verarbeitung betrieblicher Konflikte. Campus-Verlag, Frankfurt am Main / New York 1986, ISBN 3-593-33639-1.
- Petra Frerichs, Martina Morschhäuser, Margareta Steinrücke: Frauenverträgliche Technikgestaltung? Arbeitssituation, Interessen und Interessenvertretung von Arbeiterinnen und weiblichen Angestellten. Ministerium für Arbeit, Gesundheit und Soziales des Landes Nordrhein-Westfalen, Düsseldorf 1986, ISBN 3-89368-025-X.
- Ralf Himmelreicher, Margareta Steinrücke, Heiner Stück: Teilzeitarbeit von Angestellten. Entwicklung und Struktur der Vollzeit- und Teilzeitbeschäftigung von westdeutschen Angestellten. Hrsg.: Arbeitnehmerkammer Bremen. 2., überarbeitete Auflage. Bremen 2001, ISBN 3-89156-056-7.
- Margareta Steinrücke (Hrsg.): Neue Zeiten – neue Gewerkschaften. Auf der Suche nach einer neuen Zeitpolitik. Edition Sigma, Berlin 2001, ISBN 3-89404-893-X.
- Margareta Steinrücke (Hrsg.): Pierre Bourdieu. Politisches Forschen, Denken und Eingreifen. VSA-Verlag, Hamburg 2003, ISBN 3-89965-037-9.
- Margareta Steinrücke (Hrsg.): Unverbesserlicher Optimist / Pierre Bourdieu. VSA-Verlag, Hamburg 2012, ISBN 978-3-89965-479-0.